# Shō Sakurai

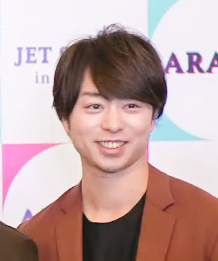
Shō Sakurai, 2019

Shō Sakurai (jap. 櫻井 翔, Sakurai Shō; * 25. Januar 1982 in Minato, Tokio), auch Shō-kun genannt, ist ein japanischer Sänger und Schauspieler. Er ist Mitglied der japanischen J-Pop-Gruppe Arashi. Er hat schon in einigen Fernsehserien und Filmen mitgespielt.

## Filmografie

### Fernsehserien
- 2001: Tengoku ni Ichiban Chikai Otoko 2 Toudou Ayumi (TBS)
- 2002: Kisarazu Cat’s Eye(TBS)
- 2003: Yoiko no Mikata (NTV)
- 2003: Ikebukuro West Gate Park Special (TBS), Cameo-Auftritt
- 2004: Gekidan Engimono Unlucky Days - Natsume no Mousou (Fuji TV)
- 2004: Tokio as Miyamoto Tokio (NHK)
- 2005: Gekidan Engimono Ishikawa-ken Gosan-shi (Fuji TV)
- 2005: Yankee Bokou ni Kaeru Special (TBS)
- 2007: Yamada Taro Monogatari (TBS)
- 2009: Uta no Onii-san (TV Asahi, Folge 7)
- 2009: The Quiz Show 2 (NTV)
- 2009: My Girl (TV Asahi, Folge 10)
- 2010: Kobe Shimbun no Nanokakan (Fuji TV)
- 2010: Tokujo Kabachi!! (TBS)
- 2013: Kazoku Gemu/ 家族ゲーム(Fuji TV) - Koya Yoshimoto

### Filme
- 2002: Pika**nchi Life is Hard Dakedo Happy
- 2003: Kisarazu Cat’s Eye: Nihon Series
- 2004: Pika*nchi Life is Hard Dakara Happy
- 2006: Hachimitsu to Clover
- 2006: Kisarazu Cat’s Eye: World Series
- 2007: Kiiroi Namida
- 2009: Yatterman
- 2010: Saigou no Yakusoku
- 2015: Taishi Kakka no Ryōrinin